# Азнефть (площадь)
Площадь Азнефть — площадь в Сабаильском районе города Баку Республики Азербайджан.

### Фонд Гейдара Алиева

Здание Фонда Гейдара Алиева в Баку

## Здания

### Дворец Сеида Мирбабаева

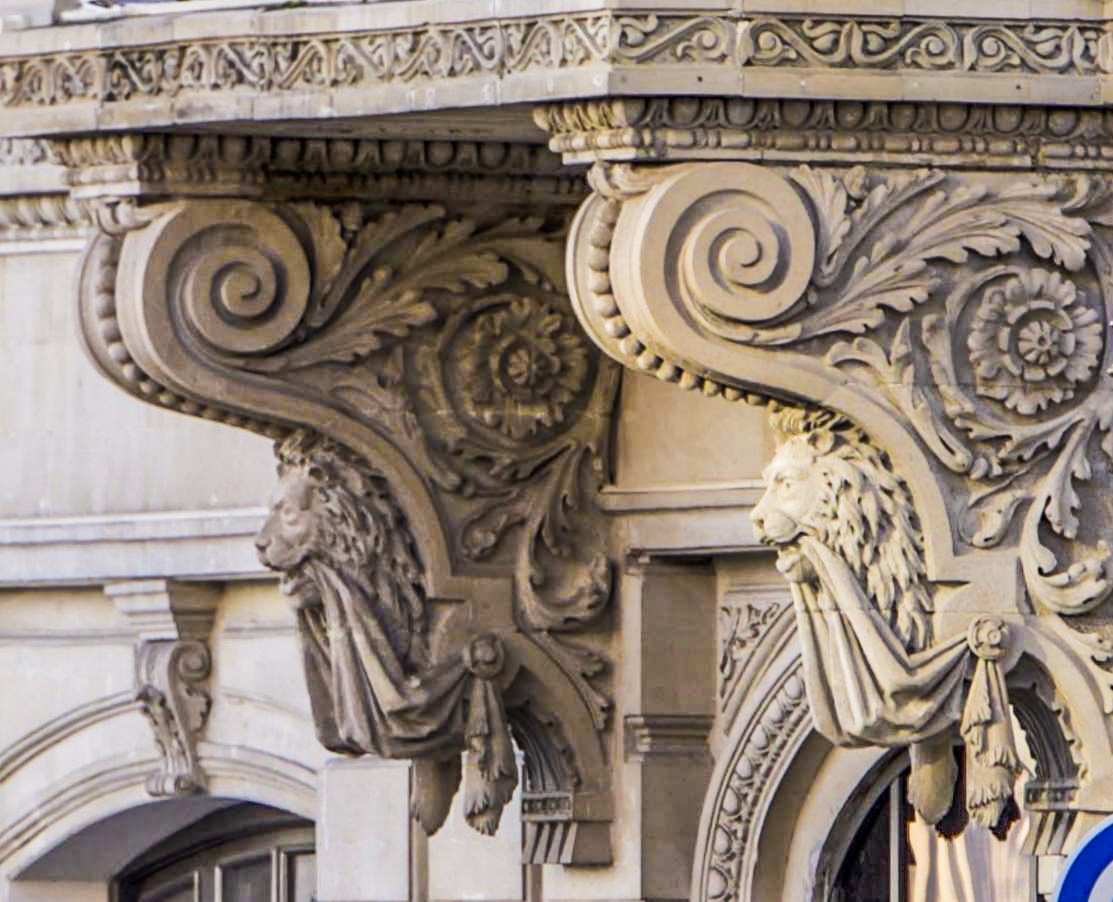
Детали фасада дворца Сеида Мирбабаева

Дворец Сеида Мирбабаева — здание, расположенное на площади Азнефть и когда-то принадлежавший одному из нефтяных миллионеров Азербайджана. Здание было построено в стиле «французский Ренессанс» по проекту архитектора Павла Штернберга. Критики выделяют это здание благодаря необычному фасаду и множеству архитектурных деталей. Главный фасад здания смотрит на западную сторону Каспийского побережья.
В период первой Азербайджанской Демократической Республики на первом этаже здания было расположено Британское консульство.
В советское время в бывшем дворце находилось нефтедобывающее объединение Азнефть, а после получения страной независимости в 1991 году в здании был размещен головной офис Государственной нефтяной компании Азербайджанской Республики. В 1990-х годах в здании были проведены ремонтные работы.

### Four Seasons Hotel Baku
Four Seasons Hotel Baku — гостиница, входящая в сеть Four Seasons. Архитектором проекта является ReardonSmith. Строительство здания гостиницы продолжалось 4 года. Открытие отеля состоялось 3 сентября 2012 года в присутствии президента Азербайджана Ильхам Алиева.

### Приморский бульвар

Приморский бульвар вечером

Примо́рский бульва́р — парк вдоль южной стороны залива Каспийского моря. В 2009 году парк отметил 100-летний юбилей. Бульвар является одной из достопримечательностей Баку.
На бульваре располагаются торговый центр Park Bulvar Mall и Deniz Mall, вдохновленное «парусами» Сиднейского оперного театра. Рядом со Старым городом находится красивейшая экспозиция состоящая из четырёх красавиц «Площадь четырёх Стихий». В конце бульвара находится Площадь государственного флага с флагом и флагштоком, который входит в число самых высоких в мире. Недалеко от флага находится спортивно-концертный комплекс Crystal Hall, который был специально построен для конкурса песни «Евровидение 2012». На территории бульвара находится Корабль-музей Сураханы